# Intersputnik
Intersputnik International Organization of Space Communications eller Intersputnik er en russisk international satellitkommunikationsorganisation. Den blev etableret i 15. november 1971 i Moskva af Sovjetunionen sammen med Polen, Tjekkoslovakiet, Østtyskland, Ungarn, Rumænien, Bulgarien, Mongoliet og Cuba.
Organisationens formål var at drive og udvikle kommunikationssatellitter. Den blev etableret som et modsvar til den vestlige Intelsat-organisation. Anno 2024 har organisationen 25 medlemslande.
Intersputnik er  i dag en kommerciel organisation, som driver 12 satellitter og 41 transpondere. I juni 1997 etablerede Intersputnik Lockheed Martin Intersputnik (LMI) joint venture sammen med Lockheed Martin, som byggede og drev satellitter med samme navn. I september 2006 blev Lockheed Martin Intersputnik overtaget af Asia Broadcast Satellite (ABS).